# Vik, Bollnäs kommun
Vik var en småort i Bollnäs kommun, belägen i Bollnäs socken väster om Varpen strax söder om Bollnäs. Området ingår sedan 2005 i tätorten Bollnäs.